# Олексенко Євген Євгенович
Євге́н Євге́нович Оле́ксенко — лейтенант Збройних сил України, учасник російсько-української війни. Призер Ігор  нескорених-2020. Рекордсмен.

## З життєпису
Проживає в місті Запоріжжя. У військкоматі йому відмовляли, тому записався добровольцем, був гранатометником. Пройшов гарячі точки, 24 серпня 2015 під час бою під аеропортом зазнав серйозного поранення. Тоді Євген прикрив собою командира; міни пошкодили йому спину та праву ногу. Сім місяців лікувався і проходив реабілітацію — фактично заново навчився ходити. Служив у Збройних силах України з липня 2015 по грудень 2016 року. Командир другої стрілецької роти 114-го окремого батальйону, 110-ї Запорізької окремої бригади територіальної оборони — лейтенант.
У спорт прийшов з метою зміцнення здоров'я та реабілітації після травми. Вибрав пауерліфтинг, тренується під керівництвом тренера-викладача дитячо-юнацької спортивної школи інвалідів Запорізького регіонального центру фізичної культури і спорту інвалідів «Інваспорт» Максима Нерубальщука.
2022 року знову був на фронті; у квітні знов зазнав поранення. Станом на грудень 2022-го — т.в.о. начальника групи цивільно-військового співробітництва 110-ї бригади.
Переможець ветеранських змагань Ігри Воїнів 2022 Warrior Games, Ігри Нескорених 2020 року і 2021 року з пауерліфтингу. Срібний призер зі штовхання ядра — Ігри Воїнів 2022.

## Нагороди
- медаль «За розвиток Запорізького краю» (2018)
- медаль «За військову службу Україні»[3]
- подяка від Комітету Верховної Ради з питань молоді і спорту